# Hermandad de la Santa Faz (Córdoba)
La Hermandad Penitencial y Cofradía de Nazarenos de la Santa Faz de Nuestro Señor Jesucristo, Nuestro Padre Jesús Nazareno en su encuentro con la Santa Mujer Verónica, Nuestra Madre y Señora María Santísima de la Trinidad y Santa Marta, es una Hermandad de culto católico de Córdoba. Tiene su sede canónica en la Iglesia de San Juan y Todos los Santos (La Trinidad), y hace su Estación de Penitencia en la tarde del Martes Santo.

## Historia
En marzo de 1982 un grupo de jóvenes cofrades comienza a gestar el embrión de una nueva Hermandad, cuyo primer título será el de Hermandad de Penitencia de la Santa Faz de Nuestro Señor Jesucristo y María Santísima del Perdón. Después de un fallido intento de asentamiento en la Iglesia de Cristo Rey, localizada en la barriada de El Brillante, el párroco de la Trinidad, D. Antonio Gómez Aguilar, les brinda una calurosa acogida a la que acabará por ser su sede canónica. 
En abril del citado año concluye el proceso de elaboración de los preceptivos estatutos, siendo aprobados el 8 de junio. Meses después, el 17 de octubre, tenía lugar la asamblea general, en la que se determinaba la necesaria modificación del nombre de la Hermandad para poder nominar a su futuro titular, pasando a llamarse Hermandad y Cofradía de Nuestro Padre Jesús Nazareno de la Santa Faz y María Santísima del Perdón. Aunque era la intención encargar una talla del Señor, no se dudó en aceptar la oferta de D. Antonio, quien confió a la Hermandad la custodia de un Nazareno dieciochesco conservado en la misma Iglesia, y cuyo deficiente estado de conservación obligó a un proceso restaurador, realizado por Antonio Rubio y Andrés Valverde, pero del que apenas se pudieron conservar la cabeza y las manos de la imagen primitiva. 
El futuro monseñor Gómez Aguilar ofició la ceremonia de su bendición el 30 de enero de 1983. El pasaje que se pretendía escenificar en el paso de misterio obligó a encomendar al mencionado Antonio Rubio en abril de 1984 la talla de la Verónica, bendecida asimismo el 3 de marzo de 1985. En octubre de ese mismo año la Hermandad solicitaba su ingreso en la agrupación de cofradías, para realizar su primera estación de penitencia en la Semana Santa de 1986. 
En la junta general del órgano rector del movimiento cofrade se había aprobado, con fecha 1 de julio de 1984, el proyecto presentado por D. José Murillo Rojas para la constitución de una comisión artística, que debía velar por los mínimos de calidad y adecuación religiosa de las tallas que fueran incorporándose a la Semana Santa cordobesa. En junta general de la Agrupación celebrada el 19 de diciembre de 1985, un informe de la comisión descalificaba tanto la talla del Señor como la de la Santa Verónica, aconsejando la denegación del permiso oportuno para la incorporación de la Santa Faz a las procesiones de Semana Santa. 
Don Antonio Gómez Aguilar, que además de consiliario de la joven Hermandad lo era también de la Agrupación, abogó por la admisión de la nueva corporación, oponiendo a los posibles valores artístico la dimensión devocional que despertaban ambas imágenes en sus hermanos. Algunos Hermanos Mayores apoyaron inmediatamente las tesis del sacerdote, recordando a los directivos de la agrupación que nada habían manifestado en contra de aquellas tallas cuando habían acudido a sus actos de bendición. Finalmente, y por muy amplia mayoría, la junta general aceptaba como una más de sus Cofradías integrantes a la Santa Faz, que a las 5 de la tarde del Martes Santo del 25 de marzo de 1986, y desde el local que los colegios de la Santísima Trinidad poseían en la calle González López, daba comienzo a su primera Estación de Penitencia, en la que los hermanos vistieron un hábito nazareno con túnica negra y cubrerrostros y fajín morados, sustitutivos ya del originariamente diseñado, en el que estos dos últimos elementos eran de color dorado. 

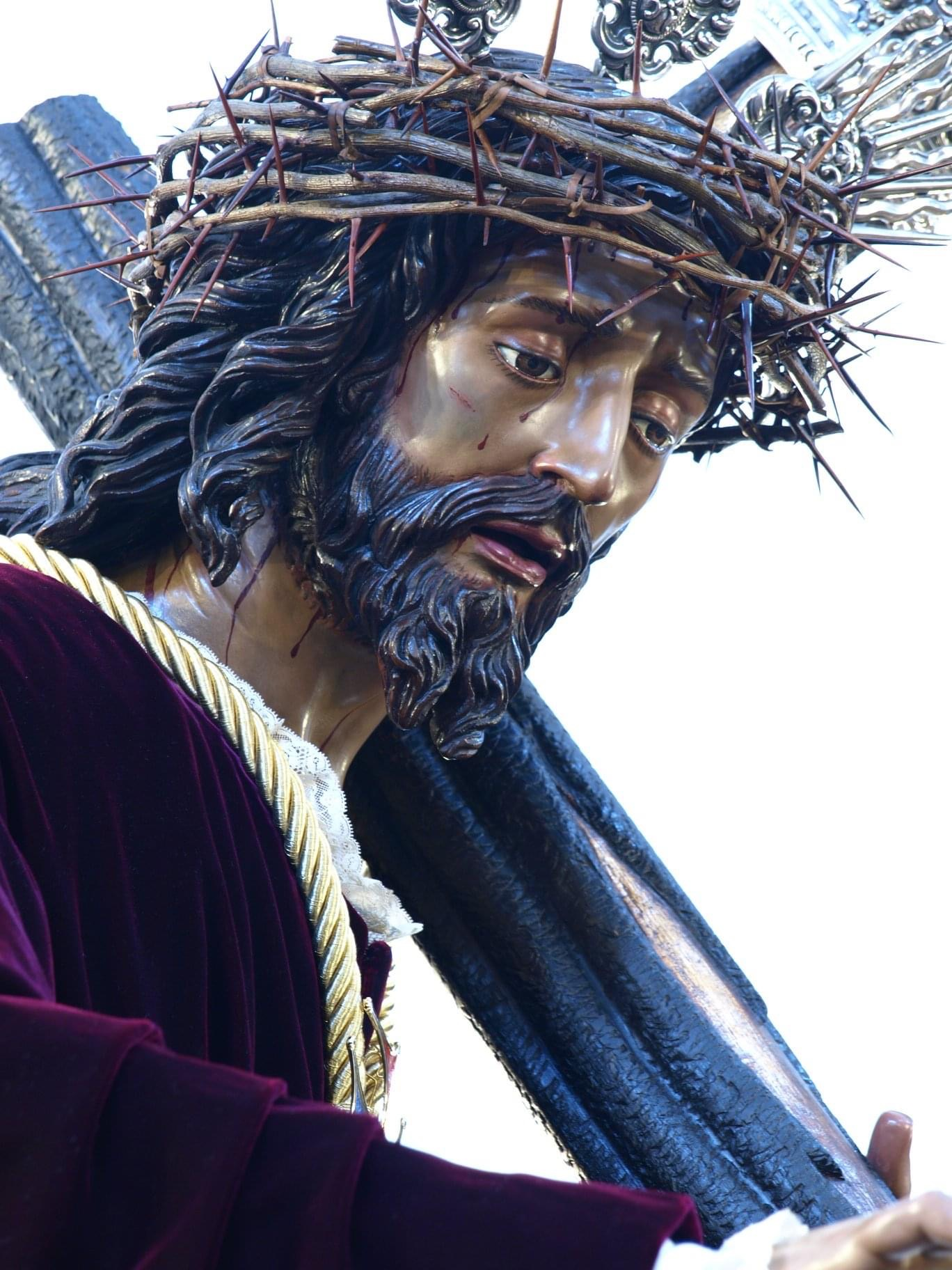
Actual talla de Nuestro Padre Jesús Nazareno de la Santa Faz.

Después de la Semana Santa de 1987 comenzó un proceso renovador, que cambia profundamente el aspecto externo de la Hermandad. EL 22 de noviembre de ese mismo año se encarga un nuevo señor al imaginero sevillano Dubé de Luque y otra Verónica al hermano de la corporación, Antonio Salto Román, vendiéndose las imágenes anteriores a sendas hermandades de Hinojosa del Duque. El 20 de marzo de 1988 el Obispo Infantes Florido procedió a la bendición de las nuevas tallas. Ese mismo año se procede a una modificación estatuaria, incluyendo como cotitular a la Santa Mujer Verónica y reemplazando la advocación mariana de María Santísima del Perdón por la de María Santísima de la Trinidad, más litúrgica y mucho más sentimental, al coincidir con la denominación de su sede canónica y de su feligresía. También por entonces se encomienda a Antonio Salto la factura de las Santas Mujeres que debían completar el paso de misterio. Sería el mismo escultor quien tallaría la imagen una Dolorosa, la cual recibió el visto bueno del Cabildo General de la Hermandad para ser incorporada como Titular el 2 de julio de ese mismo año, siendo posteriormente bendecida en el prelado de la diócesis el siguiente 9 de diciembre. En 1990 se modificó el hábito nazareno, adoptándose el actual; y en 1991 la Hermandad hizo Estación por primera vez con su paso de misterio en el interior de la Mezquita-Catedral. Inmediatamente después comenzaría el tallado de un nuevo paso de misterio, vendiéndose el antiguo a la hispalense Hermandad de San Pablo.

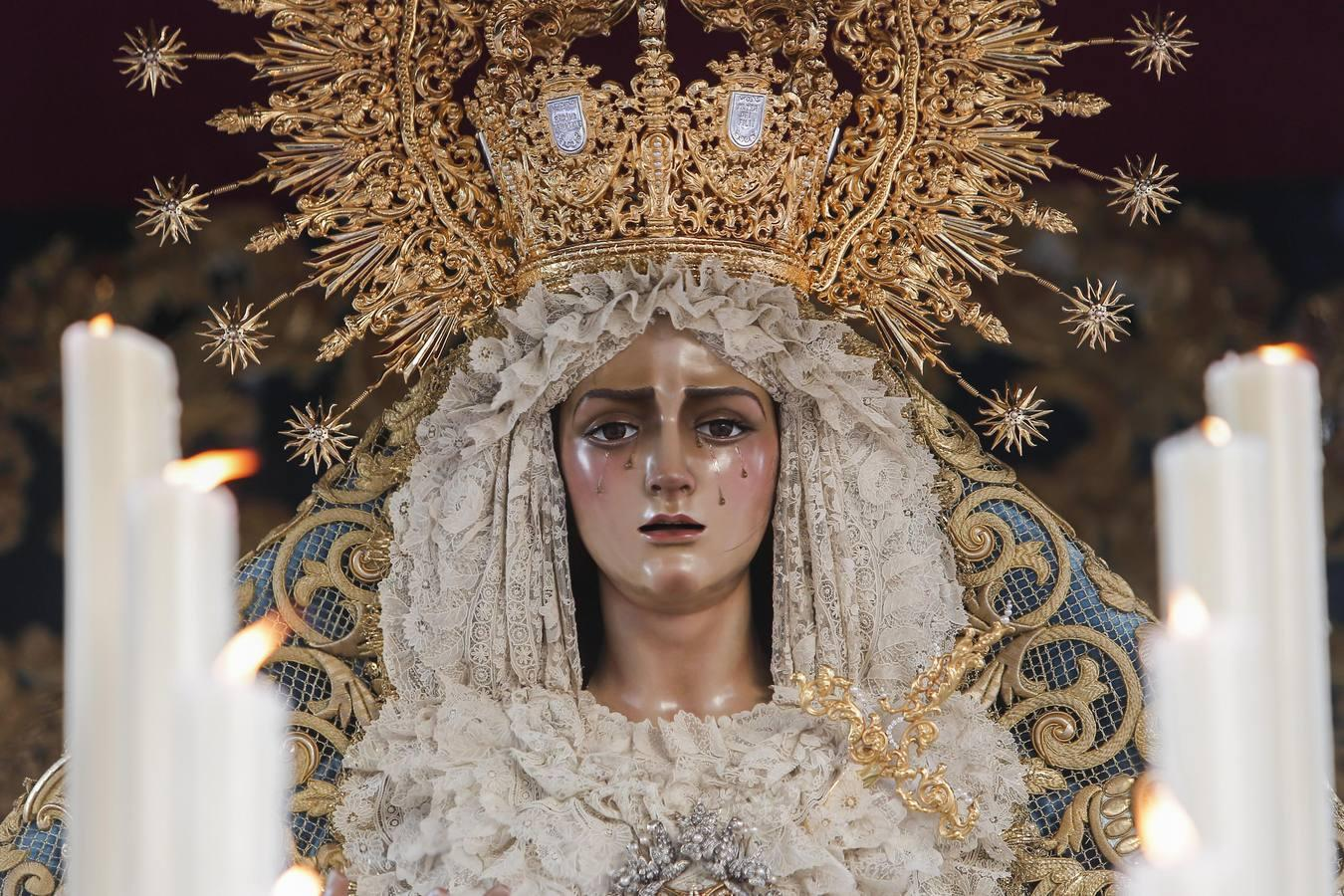
Nuestra Madre y Señora María Santísima de la Trinidad.

El 11 de abril de 1995, todo el cortejo procesional podría realizar su salida desde el interior de la propia sede canónica, gracias a la apertura de una puerta en el lateral de la Iglesia. Precisamente ese año, la Cofradía procesionó por vez primera en las calles a su Titular mariana, después que el propio taller de bordado de la Hermandad hubiera hecho un gran esfuerzo de cara a tan solemne ocasión para la realización de su propio palio y respiraderos. En apenas diez años, la Hermandad había logrado asentarse como una de las Cofradías punteras de su día de salida, además de poner en la calle a sus dos Titulares y un cortejo rico en patrimonio material y humano.
Ya en el año 2016, la corporación dispondría de un sistema con raíles para poder realizar su salida con sus pasos procesionales por la puerta principal de la Iglesia de la Trinidad. 

## Titulares

### Nuestro Padre Jesús Nazareno de la Santa Faz

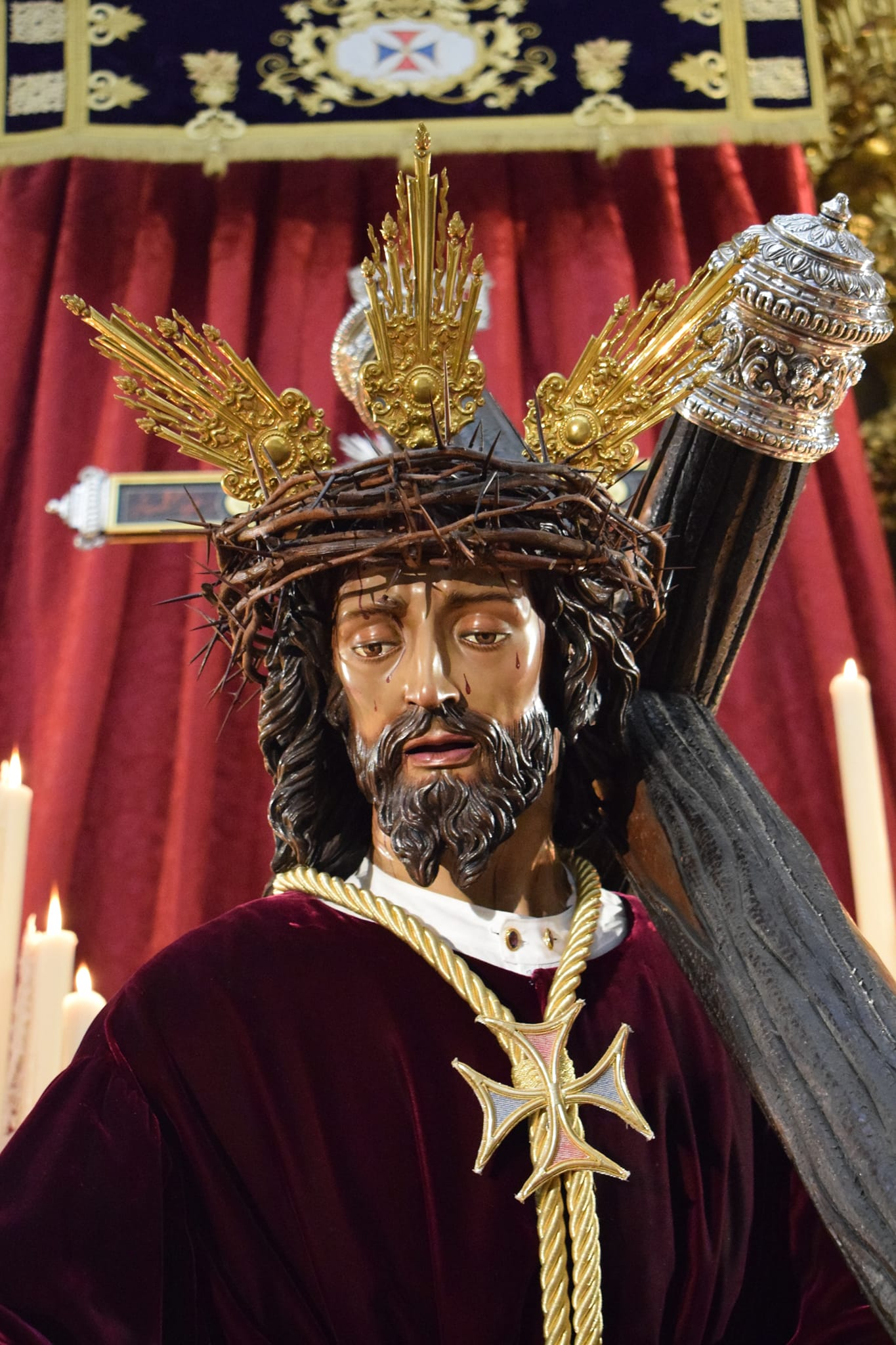
Ntro. Padre Jesús Nazareno de la Santa Faz.

Obra del insigne imaginero sevillano D. Antonio Dubé de Luque en el año 1988, es una talla cristífera de factura completa, realizado en madera de cedro, y con los brazos articulados. Representa el encuentro de Jesucristo con la Santa mujer Verónica, en el que le ofrece un sudario para secar su santo rostro, lleno de sangre por el sufrimiento padecido. La imagen sostiene la Cruz sobre su hombro izquierdo, mientras que matiene al alza el brazo derecho, dirigiéndose a la Santa para alcanzar el sudario. Su rostro, de rasgos muy marcados, nos muestra una actitud sufriente y a su vez dulce y expresiva; presenta los labios entreabiertos en actitud dialogante y cansado, en la cabellera perfectamente trabajada reposa una prominente corona de espinas. Como detalles destacables, la espina que atraviesa las sienes del Señor y su valiente y gran zancada. 
El imágenes del misterio de las Santas Mujeres, son obra de Antonio Salto Román, hermano de la corporación y discípulo de Antonio Dubé de Luque, siendo realizadas las tres tallas en 1988, 1989 y 2000 respectivamente.
Procesiona sobre un paso de misterio obra del tallista sevillano D. Manuel Guzmán Bejarano del año 1991, siendo estrenada la primera fase el Martes Santo del año siguiente, y finalizándose en 1996. En 2018 se apruebó la reforma del paso, estrenándose al año siguiente, en donde se adaptan las medidas del misterio a las dimensiones de la puerta principal de la sede canónica de la Hermandad. Es un paso de estilo barroco, realizado en caoba, y con disposición de elementos calados y claros elementos bombeados, propiciando una gran sinuosidad en el canasto. En su parte superior presenta cuatro candelabros arbóreos de las esquinas de siete puntos de luz cada uno, mientras que en los costeros se disponen otros candelabros de cinco puntos de luz. En las esquinas se disponen cuatro ángeles con los atributos pasionistas (los clavos, la escalera, la corona de espinas y las tenazas), mientras que en la parte inferior del canasto se encuentran dispuestos seis relicarios de orfebrería plateada, dispuesta uno en la frontal y la trasera y dos en ambos costeros. En ellos custodian las reliquias de San Juan de Ávila, Santa Rafaela María y del beato D. Francisco Solís Pedrajas. Junto a ellos se disponen de dos fanales y dos ángeles, en la parte superior, que lo custodian. Además, en los laterales del paso se ubican dos capillas en honor de las imágenes de Santa Ana con la Virgen niña en brazos y San Joaquín, representando a las residencias de ancianos y a los colegios de la parroquia.

### Nuestra Madre y Señora María Santísima de la Trinidad

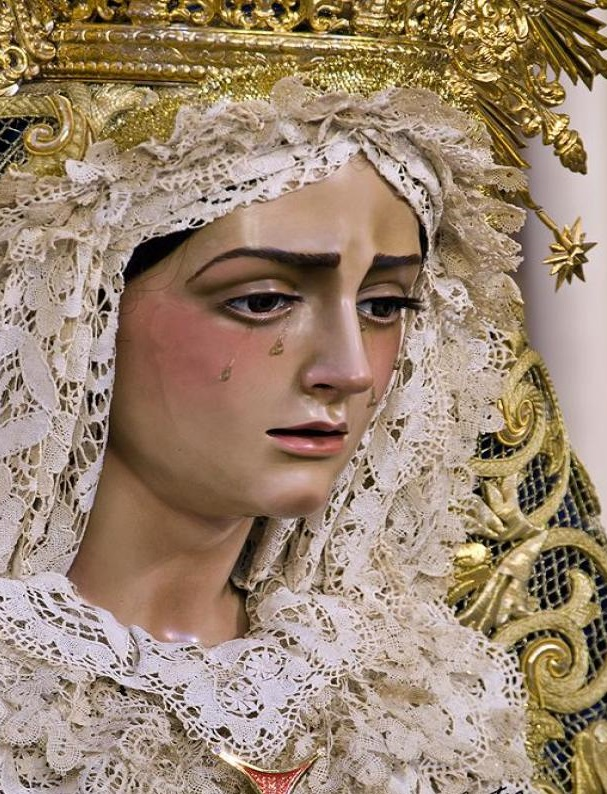
Nuestra Madre y Señora María Santísima de la Trinidad.

Realizada también por D. Antonio Salto Román en el año 1989, está tallada en madera de cedro y policromada. Esta dolorosa de gran belleza serena y fuerza expresiva, gira levemente la cabeza hacia la izquierda, mostrando su rostro una mirada frontal, su boca entreabierta en actitud dialogante y su ceño fuertemente fruncido a causa del profundo dolor. 
Procesiona sobre un paso de palio obra del cordobés D. Rafael de Rueda, y el cual sigue un estilo rocalla en todo el conjunto. Las bambalinas se encuentran bordadas en oro fino a realce, por el taller del ecijano D. Jesús Rosado Borja, en terciopelo de color azul plomo. Destaca la presencia de zonas caladas, que permiten la entrada de la luz en el interior del palio. Debemos reseñar la presencia de dos cartelas, dispuestas en el centro de cada bambalina, realizadas en sedas; en donde podemos contemplar la Coronación de la Virgen por la Santísima Trinidad en la frontal (basada en un cuadro de Antonio del Castillo) y la anunciación del ángel a la Virgen María en la trasera. Escoltan a cada cartela un par de jarras de azucenas bordadas al aire. Por último reseñar el fleco que presenta la bambalina, compuesto de una serie de espejitos y borlas que proporcionan gran personalidad al conjunto. La bambalina delantera se presentó en el año 2014 y, posteriormente, en 2019 se estrenó la trasera.
Los respiraderos, ejecutados en metal plateado, son obras de los talleres de José Manuel Bernet de la Algaba (Sevilla), siguiendo el diseño de Rafael de Rueda. Bicolores (plata y oro), fueron estrenados en 2018 con la pieza del respiradero delantero, y en la cual queda representada la escena de la adoración de los Reyes Magos. Un año después se produciría el estreno de los respiraderos laterales. En cuanto a los varales, estos fueron estrenados en 2018, tras ser reformados para adaptarlos al nuevo estilo del palio. En 2022, en primera fase, y en 2023 en segunda, se estrenaron los candelabros entrevarales, obra del taller de D. José Manuel Bernet, en estilo rocalla y bicolor, presentando tres tulipas con codales, dispuestas en una central y dos laterales con brazos. El conjunto se completa con la ráfaga, dispuesta en el techo de palio; las jarras, violeteros y peana.

## Itinerario
Plaza de la Trinidad.
Lope de Hoces. 
Paseo de la Victoria
Puerta de Almodovar.
Cruz Roja.
Doctor Fleming.
Santos Mártires.
Santa Teresa Jornet.
Ronda de Isasa.
CARRERA OFICIAL.
Magristral González Francés
Corregidor Luis de la Cerda.
Plaza Puerta del Puente.
Torrijos.
Judería.
Deanes.
Conde y Luque.
P. Agrupación de Cofradías.
Blanco Belmonte.
Ángel de Saavedra.
Barroso. 
Plaza de San Juan.
Leopoldo de Austria.
Plaza de Pineda.
Valladares.
Tesoro.
Plaza de la Trinidad.

## Acompañamiento musical
- Cruz de Guía: Agrupación Musical "La Victoria" (La Victoria, Córdoba).
- Paso de misterio: Agrupación Musical Nuestro Padre Jesús de la Pasión (Linares, Jaén).
- Paso de palio: Banda de Música "Tubamirum" (Cañete de las Torres, Córdoba).

### Patrimonio Musical
- Nazareno de la Trinidad, escrito por José Manuel Mena.
- María Santísima de la Trinidad, escrita por Pedro Manuel Pacheco.
- Trinidad Sublime, escrita por Miguel Herrero Martos en el año 1997
- Reina de la Trinidad, escrita por Javier Calvo Gaviño en el año 2004.[4]
- Espíritu Trinitario, escrita por José Félix García Domínguez en el año 2013.
- Tu Santo Rostro, por los hermanos Díaz flores, en el 2014
- La Santa Faz, por Abraham Padilla

## Paso por la Carrera Oficial
| Predecesor: Buen Suceso | Orden de entrada en la carrera oficial (Martes Santo) Quinto lugar | Sucesor: Prendimiento |